# Praxiteles (krater)
Praxiteles är en nedslagskrater på planeten Merkurius, med en diameter på ungefär 198 kilometer.
1979 uppkallades den efter den grekiske bildhuggaren Praxiteles.